# Selatosomus festivus
Selatosomus festivus là một loài bọ cánh cứng trong họ Elateridae. Loài này được LeConte miêu tả khoa học năm 1857.